# رنه پاوار
رنه پاوار (فرانسوی: René Pavard‎؛ زادهٔ ۳ اکتبر ۱۹۳۴) دوچرخه‌سوار اهل فرانسه است.